# 한국이앤엑스
한국 이앤엑스는 1977년에 설립된 전시회 기획사이다. 원래 서울경제전시회사무국으로 설립하여 전문산업 전시회의 활성화를 위해 노력하였다. 그 후 1998년에 한국 이앤엑스로 명칭을 바꾸었다. 한국이앤엑스가 주최하는 주요전시회로는 국제 방송음향조명기기 전시회(KOBA), 국제의료기기 · 병원설비전시회(KIMES), 국제플라스틱ㆍ고무산업전시회(KOPLAS), 국제인쇄산업전시회 및 컨퍼런스(KIPES), 국제특수인쇄산업전시회(PRINKOR)를 주최한다. KIMES, KIPES, KOPLAS,KOBA 전시회는 국제전시협회(UFI)로부터 국제전시인증을 받았으며 한국이앤엑스는 UFI의 정회원으로 활동중이다.